# 高可寧大屋
高可寧大屋，正式名稱為 水坑尾街29號房屋，建于1916年，原为当年澳门一代赌王高可宁的故居。高3层，西式风格，两侧为塔楼，中间是2层拱廊，第三层是三角楣，看似教堂，然而大楼外部的西方式设计与内部的中式格局形成鲜明的对比，是为澳门中西文化融汇的例证。
房屋當年耗資10萬9,900元興建，抗戰前後轉作貴賓接待之用，不對外開放。